# Bogue Chitto, Mississippi
Bogue Chitto là một thành phố thuộc quận Neshoba, tiểu bang Mississippi, Hoa Kỳ. Năm 2010, dân số của thành phố này là 887 người.

## Dân số
- Dân số năm 2000: 533 người.
- Dân số năm 2010: 887 người.